# Gottfried Heinrich Stölzel
Gottfried Heinrich Stölzel (Stöltzel) (* 13. Januarjul. / 23. Januar 1690greg. in Grünstädtel; † 27. November 1749 in Gotha) war ein deutscher Kapellmeister, Komponist und Musiktheoretiker.

## Familie
Gottfried Heinrich Stölzel entstammte der weit verzweigten Familie Stölzel mit dem Ahnherrn Kaspar Stölzel, die ursprünglich aus Pöhla im Erzgebirge stammt. Zur Familie gehören auch der Musiker Heinrich Stölzel (1777–1844) und der Chemiker Carl Stölzel (1826–1896), beide aus dem Gothaer Stamm sowie der Dresdner Kupferstecher Christian Friedrich Stölzel (1751–1816) und dessen Sohn bzw. Schüler Christian Ernst Stölzel (1792–1837) aus dem Oberscheiber Stamm.
Stölzel war das zweite von neun Kindern des Schulmeisters und Organisten zu Grünstädtel Heinrich Stölzel (1657–1718) und dessen Ehefrau (⚭ 1687) Anna Katharina, geborene Lange (1669–1719). Stölzels Vater hatte 1687 das Amt des Schulmeisters von seinem Vater Christian (1614–1687) übernommen, lebte aber dennoch mehr vom Bergbau.
Stölzel heiratete am 25. Mai 1719 in Gera Christiane Dorothea (1694–1750), die Tochter des Hofdiakonus und Magisters Johann Knauer. Aus der Ehe gingen zehn Kinder hervor, von denen drei im Kindesalter starben. Die anderen waren:
- Albert Friedrich Stölzel (1721–1750), Geheimer Kanzleisekretär und Archivregistrator.
- Wilhelm Friedrich Stölzel (1726–1783), Hofprediger, Konsistorialrat und Generalsuperintendent zu Gotha.
- Heinrich Gottfried Stölzel (1727–1768), Kammerarchivsekretär. Dessen Urenkel war der Rechts- und Geschichtswissenschaftler Adolf Stölzel (1831–1919).
- Christian Friedrich Stölzel (1728–?), Botenmeister zu Altenburg.
- Johann Ludwig Stölzel (1732–?), Maler in Nürnberg, wurde katholisch.
- Sophie Johanne Elisabeth Stölzel (1734–?) ⚭ Johann Balthasar Oschmann (1724–1786), Superintendent zu Ichtershausen.

## Leben
Stölzel lebte gemeinsam mit seiner Familie im Schulhaus des Dorfes. Von seinem Vater lernte Gottfried Heinrich das Spiel von Tasteninstrumenten und sang im Kinderchor der Gemeinde. Mit 13 Jahren besuchte er das Lyzeum in Schneeberg, wo er von Christian Umblaufft, einem Schüler des Thomaskantors Johann Schelle, Musikunterricht erhielt und wechselte 1705 auf das Gymnasium in Gera, wo er vom gräflichen Kapelldirektor Emanuel Kegel Musikunterricht erhielt.
Stölzel nahm 1707 in Leipzig ein Studium der Theologie auf. Einer seiner Lehrer dort war Melchior Hoffmann, der ihn durch kompositorische Anleitung und Aufführung seiner Werke förderte. In dieser Zeit entstanden persönliche Bekanntschaften mit Johann Friedrich Fasch und Johann Georg Pisendel. Nach einem kurzen Studienaufenthalt in Italien hielt er sich in Prag auf. 1710 gab er in Breslau Adelsfamilien Musikunterricht und begann die Arbeit an mehreren Kompositionen. In der Breslauer Zeit entstand nach eigenem Text seine erste Oper Narcissus (1711). 1713 bis 1715 begab er sich erneut nach Italien (Venedig, Florenz und Rom), wo er mit Francesco Gasparini, Antonio Vivaldi und Giovanni Bononcini Kontakte pflegte und dadurch den Einstieg in die internationale Musikwelt fand.
1717 folgte er zur Zweihundertjahrfeier der Reformation einem Ruf nach Bayreuth zur Verfertigung von Kirchenmusik. Vom 1. Januar 1718 bis zum 30. September 1719 übernahm er die Position des Kapellmeisters am Hof des Grafen Heinrich XXV. in Gera, mit der umfangreiche Verpflichtungen verbunden waren. Dazu gehörte die Tätigkeit als Musiklehrer am Gymnasium.
Noch 1719, im Jahr seiner Hochzeit, zog Stölzel mit seiner Ehefrau nach Gotha und wurde von Herzog Friedrich II. zum herzoglich-sächsischen Hofkapellmeister ernannt. Er war außerdem als Musiklehrer tätig, verfasste mehrere musiktheoretische Schriften und betätigte sich auch als Schriftsteller. Stölzel pflegte alle musikalischen Gattungen seiner Zeit und führte die Hofkapelle zu einer neuen Blüte. Er schuf Werke für die Höfe in Gera, Sondershausen und Zerbst. 1739 wurde er Mitglied der Correspondierenden Societät der musicalischen Wissenschaften.

## Werke
Seit den 1730er Jahren übernahm Stölzel zahlreiche Aufträge für Kompositionen für den Hof in Sondershausen. Neben Werken aus Anlass feierlicher Begebenheiten der Fürstenfamilie handelte es sich vor allem um geistliche Vokalwerke.
Stölzel war ein produktiver Komponist. Sein kompositorisches Schaffen umfasst neben zahlreichen Orchesterwerken, Kammermusikwerken, Oratorien und Messen, Motetten und vier erhaltene Passionen auch weltliche Kantaten. Ein wichtiger Schaffensbereich waren gottesdienstliche, geistliche Kantaten. Er komponierte mehr als 550 Kirchenmusiken in acht Jahrgängen für das Kirchenjahr. Ein großer Teil seiner Werke ist verschollen.
1725 schuf er eine Fassung des Passionsoratoriums Der für die Sünde der Welt gemarterte und sterbende Jesus von Barthold Heinrich Brockes (Brockes-Passion), die am Karfreitag in der Schlosskirche von Schloss Friedenstein aufgeführt wurde. Um 1735 schickte Stölzel eine Abschrift der Passion nach Sondershausen, wo sie mehrfach aufgeführt wurde, durch Zufall erhalten blieb und 1997 erstmals wieder erklang. Er schrieb eine Deutsche Messe, eine Lutherische Messe (Kyrie und Gloria) in deutscher Sprache, für vierstimmigen Chor, Streicher und Basso continuo.
Stölzels Passionsoratorium Ein Lämmlein geht und trägt die Schuld, das 1720 in Gotha entstand, erklang am 23. April 1734 (Karfreitag) unter der Leitung von Johann Sebastian Bach in der Leipziger Thomaskirche. Die Arie Dein Kreuz, o Bräutigam meiner Seelen aus diesem Oratorium wurde von Bach um 1740 zu der Arie „Bekennen will ich seinen Namen“ (BWV 200) in einem tiefgreifenden Bearbeitungsprozess umgeformt.
Stölzels Kantatenjahrgang nach Benjamin Schmolcks Das Saiten-Spiel des Herzens wurde 1735/1736 von Johann Sebastian Bach in Leipzig aufgeführt.
Das wohl bekannteste Werk Stölzels ist die Arie Bist du bei mir, die lange Johann Sebastian Bach zugeschrieben wurde (BWV 508), da sie ohne Komponistenangabe im Notenbüchlein für Anna Magdalena Bach von 1725 enthalten ist. Die Arie stammt aus Stölzels Oper Diomedes oder die triumphierende Unschuld, die am 16. November 1718 in Bayreuth aufgeführt wurde und deren Partitur verschollen ist. Eine Kopie der Arie existierte im Archiv der Sing-Akademie zu Berlin und galt als Kriegsverlust, bis sie im Jahr 2000 im Konservatorium von Kiew wiederentdeckt wurde. Der Continuopart von BWV 508 ist in der Stimmführung gegenüber der Stölzel-Arie verändert. Wer ihn verfasste, ist unsicher, da der Eintrag die Handschrift Anna Magdalena Bachs aufweist.

## Einspielungen
Die Kantaten der Weihnachtszeit aus Stölzels Jahrgang 1735–1739 auf Texte von Johann Capar Manhardt wurden als sogenanntes „Weihnachtsoratorium“ eingespielt. Allerdings sind diese Kantaten auf die Lesungen der jeweiligen Sonn- und Festtage bezogen, weshalb sich kein fortlaufender Sinnzusammenhang ergibt, der bei einem Oratorium vorauszusetzen wäre.
Weihnachts-Kantaten des Jahrgangs 1728–1730 auf Dichtungen Stölzels wurden in einem Zyklus auf CD festgehalten, ebenso der Zyklus von Pfingstkantaten aus dem Manhardt-Jahrgang.

## Stölzel-Gesellschaft
An Stölzels 275. Todestag, am 27. November 2024, gründete sich in Berlin die Stölzel-Gesellschaft, die 2025 als Stölzel-Gesellschaft Gotha e. V. eingetragen werden soll.